# Lars Thelander

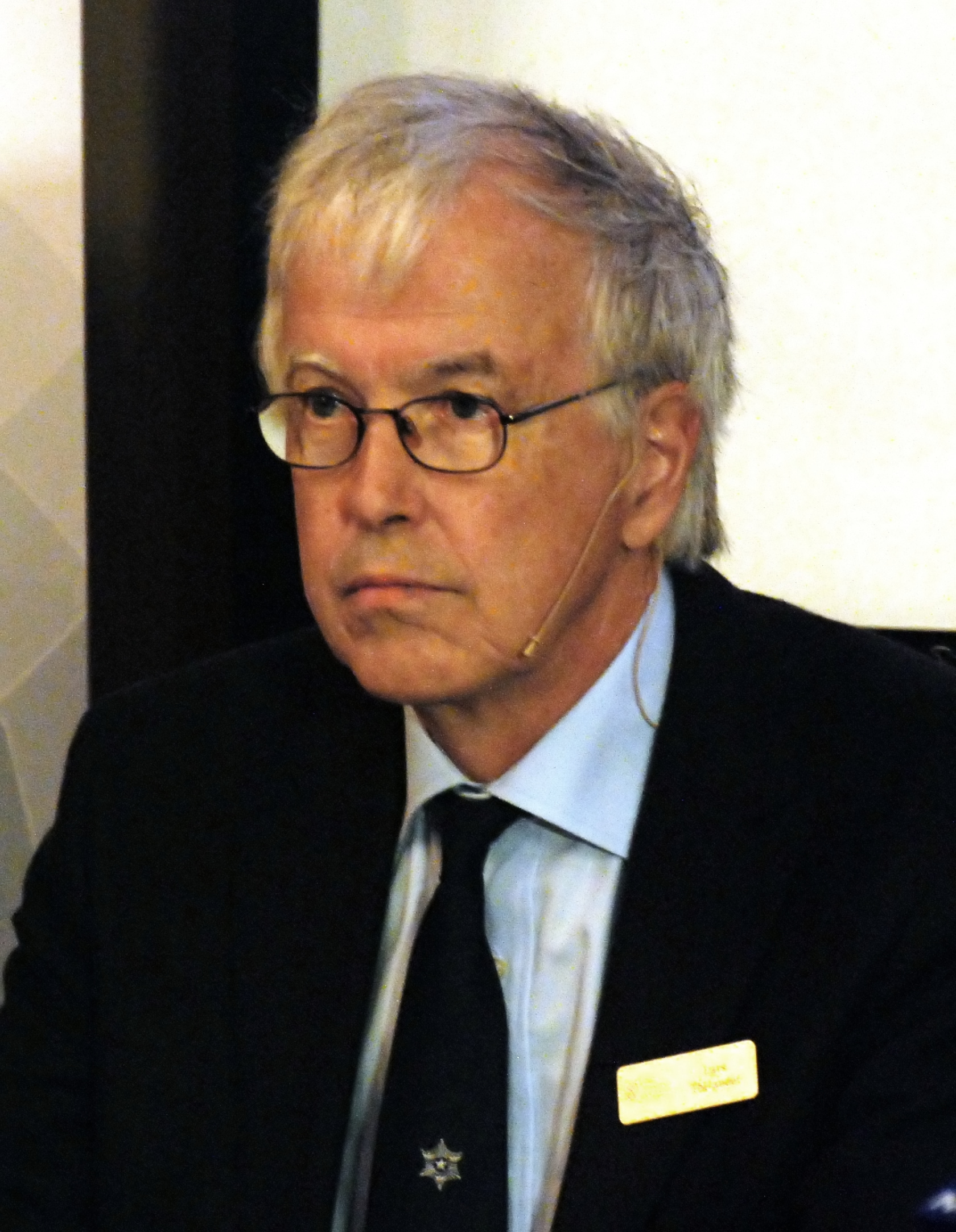
Lars Thelander, 2010.

Lars Thelander, född 1942, är en svensk biokemist.
Thelander disputerade 1968 vid Karolinska Institutet och är professor i medicinsk kemi och biofysik vid Umeå universitet.
Thelander är ledamot av Kungliga Vetenskapsakademien sedan 1994, ledamot av Nobelkommittén för kemi sedan 2006 och kommitténs ordförande från 2010.